# Trichosteleum popokvilense
Trichosteleum popokvilense är en bladmossart som beskrevs av Pierre Tixier 1979. Trichosteleum popokvilense ingår i släktet Trichosteleum och familjen Sematophyllaceae. Inga underarter finns listade i Catalogue of Life.